# Boarmia gravis
Boarmia gravis là một loài bướm đêm trong họ Geometridae.